# ГАЕС Nínghǎi
ГАЕС Nínghǎi (宁海抽水蓄能电站) — гідроакумулювальна електростанція, що споруджується на сході Китаю у провінції Чжецзян. Резервуари станції створять на водотоках гірського масиву, який тягнеться уздовж південного узбережжя затоки Сяншань (належить до Східнокитайського моря та глибоко вдається у суходіл на південь від міста Нінбо).
Верхній резервуар утримуватиме кам'яно-накидна гребля із бетонним облицюванням висотою 64 метри та довжиною 550 метрів. Це водосховище матиме об'єм 11,3 млн м3 (корисний об'єм 8,6 млн м3) та коливання рівня поверхні у операційному режимі між позначками 590 та 611 метрів НРМ (під час повені рівень зможе зростати до 612,5 метра НРМ, а об'єм — до 12,4 млн м3).
Нижній резервуар утримуватиме так само кам'яно-накидна гребля із бетонним облицюванням висотою 94 метри та довжиною 280 метрів. Її водосховище матиме об'єм 12,7 млн м3 (корисний об'єм 8,6 млн м3) та коливання рівня поверхні в операційному режимі між позначками 110 та 141 метр НРМ (під час повені рівень зможе зростати до 144,7 метра НРМ, а об'єм — до 14,1 млн м3).
З верхнього резервуара до машинного залу ресурс подаватиметься через два напірні тунелі довжиною по 1 км зі спадаючим діаметром від 6,2 до 5 метрів, кожен з яких у підсумку розгалужуватимуться на два патрубки зі спадаючим діаметром від 3,5 до 2,5 метра. З нижнім резервуаром гідроагрегати сполучатимуть чотири патрубки діаметром по 5,2 метра, які переходитимуть у два тунелі довжиною по 0,9 км з діаметром по 7,6 метра.
Споруджений у підземному виконанні машинний зал матиме розміри 179 × 25 метрів при висоті 56 метрів. Тут встановлять чотири оборотні турбіни потужністю по 350 МВт, які використовуватимуть напір до 578 метрів та забезпечуватимуть виробництво 1,4 млрд кВт·год електроенергії при споживанні для зворотного закачування 1,87 млрд кВт·год.
Зв'язок з енергосистемою відбуватиметься по ЛЕП, розрахованій на роботу під напругою 500 кВ.
Введення гідроагрегатів у експлуатацію заплановане на 2024—2025 роки. Станом на весну 2019-го велась робота над спорудженням тунелів комплексу.